# 부계제
부계제는 개인이 아버지가 속한 혈연집단에 소속되는 제도이다. 부계제는 혈족의 남성을 통한 관계만을 따지도록 되어 있고, 남성의 계보가 영속적으로 엄수된다. 부계제가 발달하면 아들 중에서도 장남이 아버지의 가문과 재산을 계승 및 상속을 하는 형태가 만들어지게 된다. 용어 patrilineal의 어원은 명확하지 않지만 인류학자 N.W. 토마스가 도입한 것으로 추정된다. 1950년대 후반에는 일부 학자들이 부권과 같이 사용하기도 했다.
부계체계의 분류는 G.P 머독의 《Social Structure》 (1949)에서 만들어졌다. 또한 I.M 루이스의 논문 "Problems in Comparative Study of Unilineal Descent"(M. Banton(ed.), The Relevance of Models for Social Anthropology, 1965)에서 훌륭한 비교연구가 진행되었다.

## 같이 보기
- 부권제
- 모권제
- 성씨
- 모계제
- 왕위 계승
- 작위
- Y 염색체